# Rodengo
Rodengo, németül: Rodeneck, település Olaszországban, Bolzano autonóm megyében. Lakosainak száma 1277 fő (2023. január 1.). Rodengo Luson, Naz-Sciaves, Rio di Pusteria, San Lorenzo di Sebato, Vandoies és Chienes községekkel határos.

## Népesség
A település népességének változása:
| Lakosok száma | 1198 | 1230 | 1277 |
|               | 2017 | 2018 | 2023 |